# Biduino

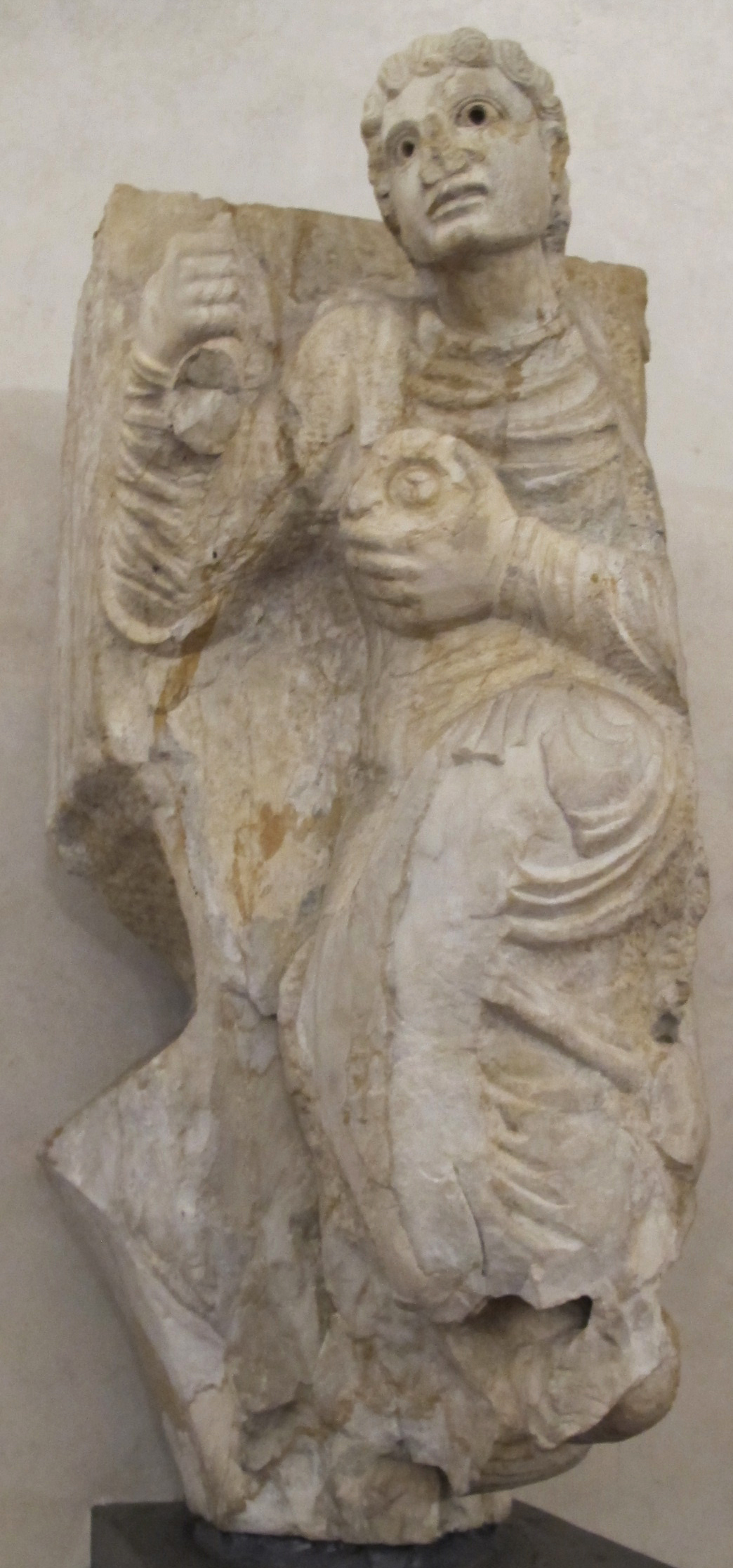
Arcangelo Michele, dalla facciata del duomo di Pisa (Museo dell'Opera del Duomo)

Biduino (... – 1200 circa) è stato uno scultore italiano, esponente del romanico pisano, attivo nel periodo 1173-1194. Attento allo studio della scultura romana e tardo-antica, soprattutto dei sarcofagi, ripropose affollate composizioni in continuità narrativa, allungando i corpi delle figure secondo una visione ancora bizantina o denunciando analogie con opere provenzali.

## Vita e opere

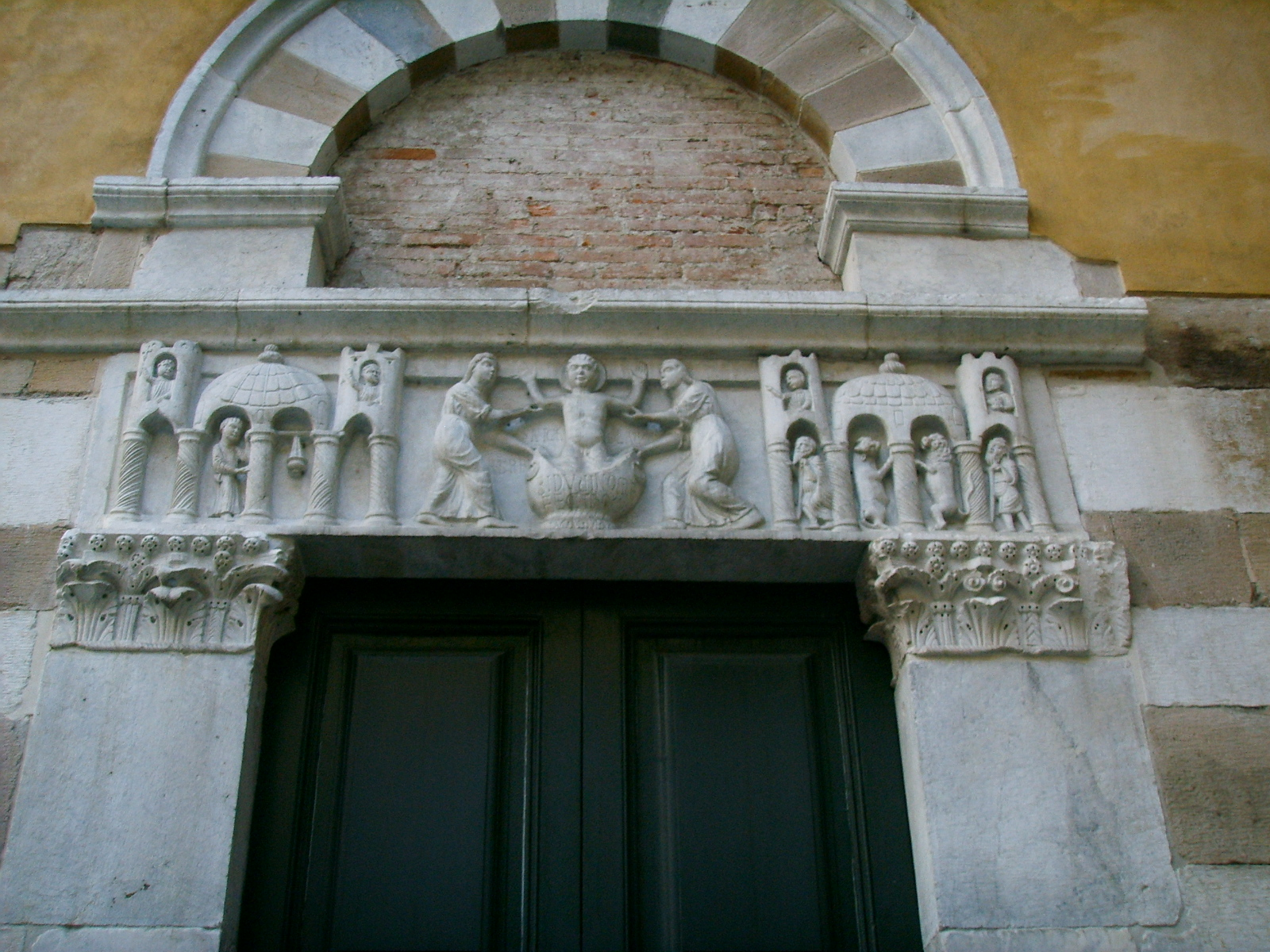
Architrave del portale laterale della chiesa di San Salvatore (Lucca)

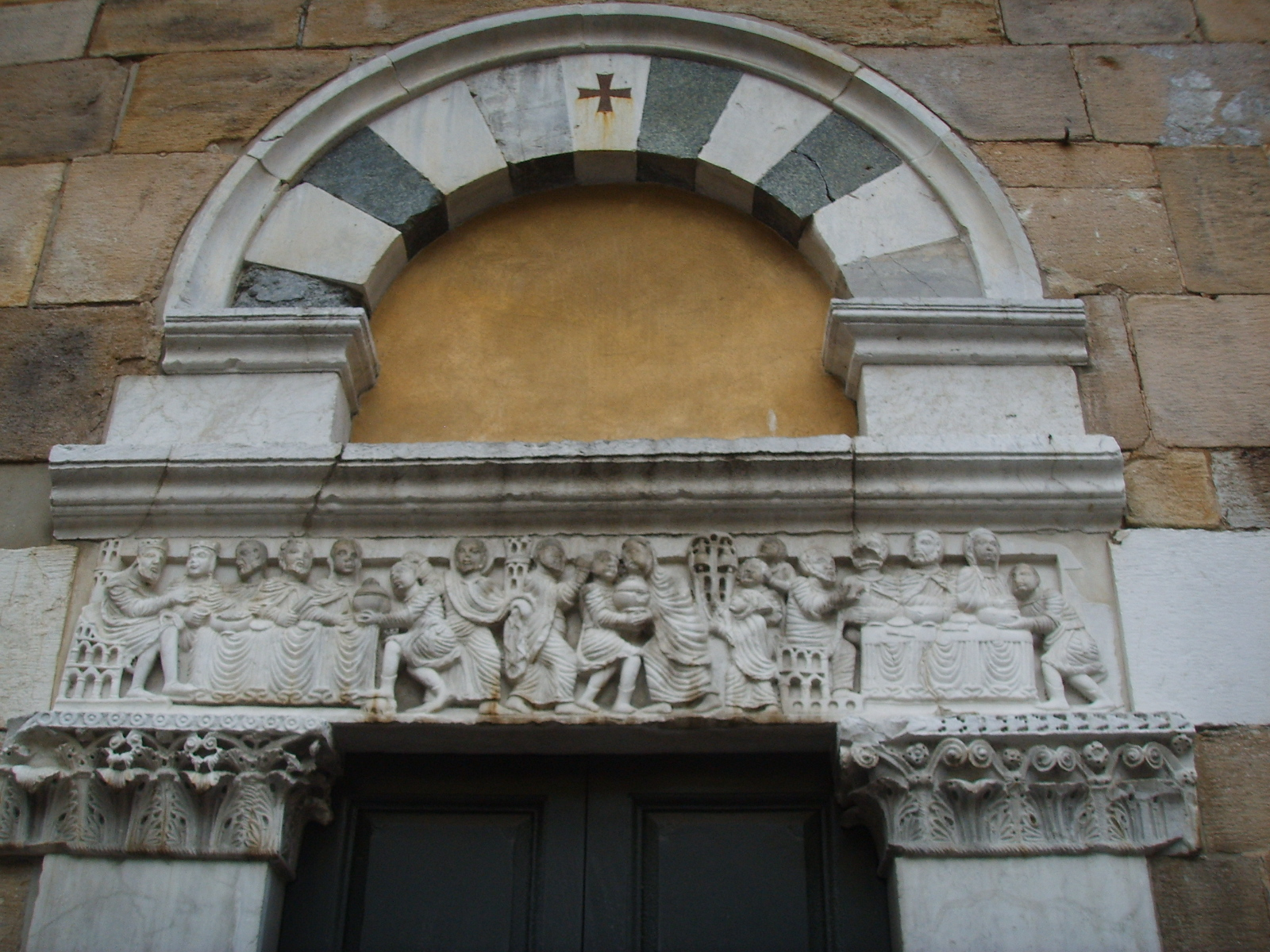
Architrave del portale destro della facciata della chiesa di San Salvatore (Lucca)

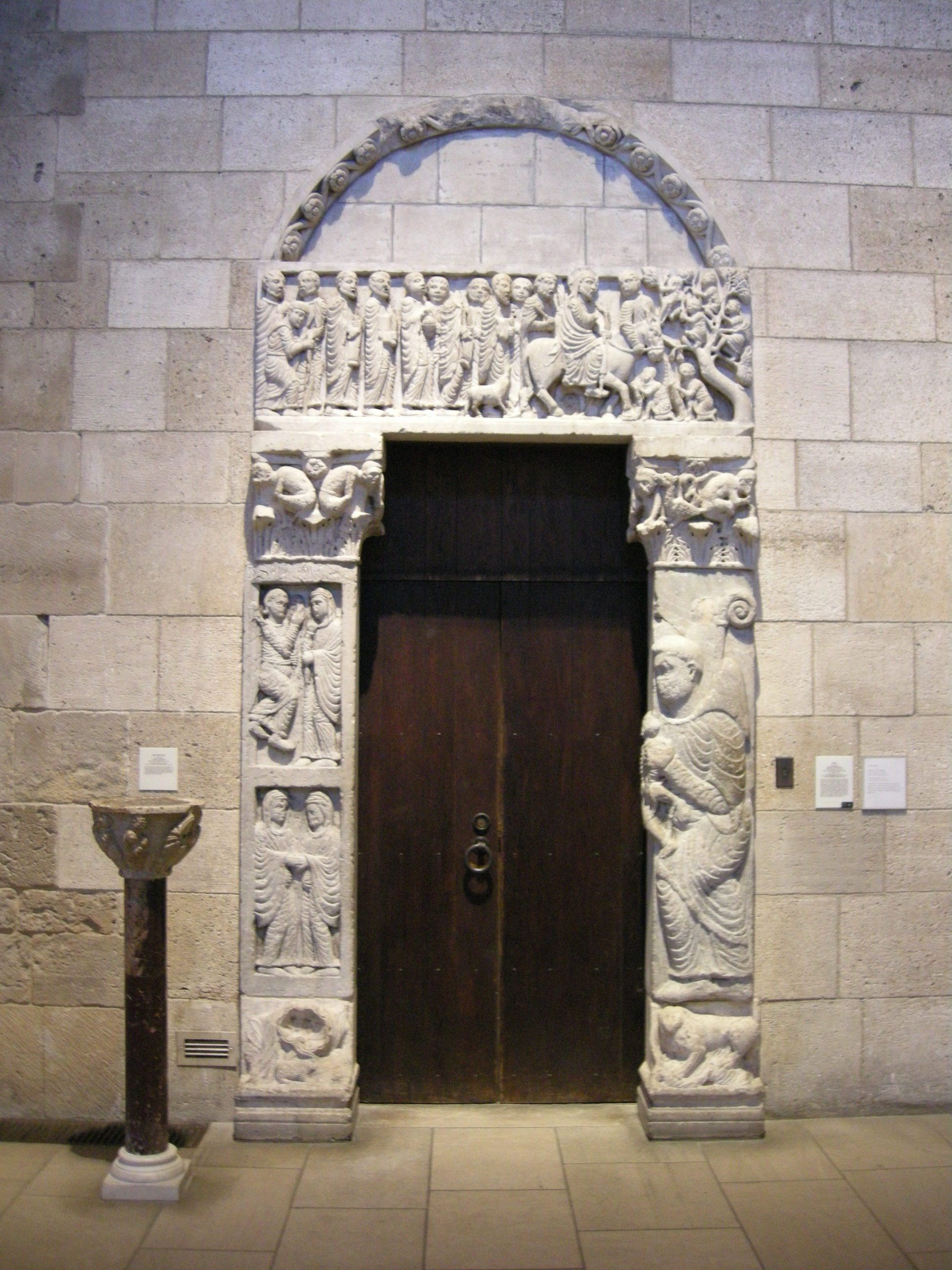
Il portale da San Leonardo al Frigido, Massa (oggi a The Cloisters)

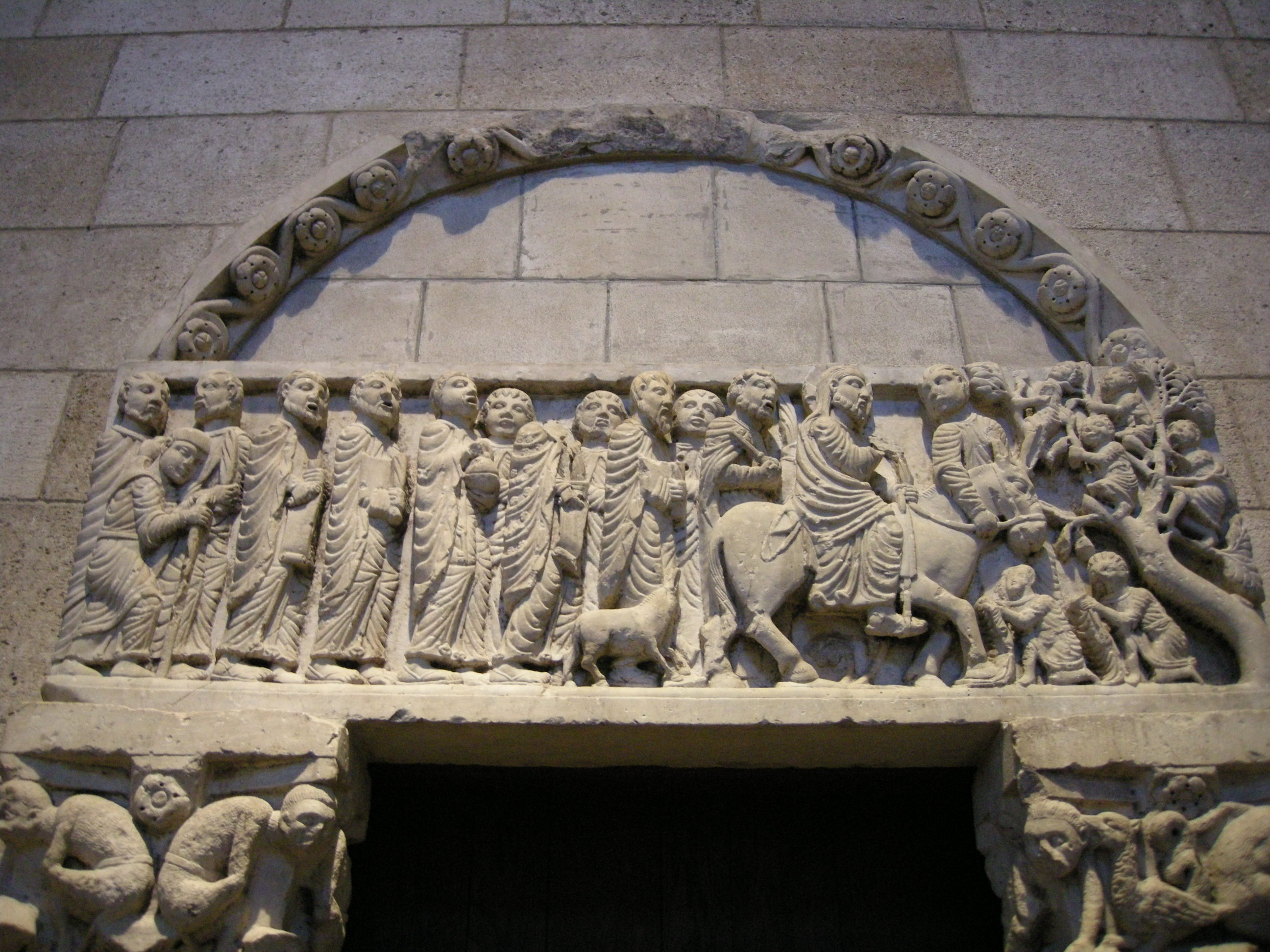
Architrave del portale di San Leonardo al Frigido, Massa (oggi a The Cloisters)

Biduino compì la sua formazione in area pisano-lucchese. 
Fu forse allievo di Gruamonte, o comunque dovette conoscerne le opere a Pistoia; quasi certamente fu tra gli scalpellini attivi a Pisa sotto la guida di Bonanno nella realizzazione di capitelli del campanile della cattedrale.
Biduino ha lasciato la sua firma in alcune sculture e sulla base delle caratteristiche di stile gli storici dell'arte hanno ricostruito un corpus di opere e quindi la sua attività artistica e quella della sua bottega (taglia).
Biduino realizzò:
- le sculture della pieve di San Casciano a Settimo, vicino a Pisa: nell'architrave centrale (datata 1180 e la firma "Hoc opus quod cernis Biduinus docte peregit") sono rappresentati gli episodi evangelici di Cristo guarisce due ciechi a Gerico, la Resurrezione di Lazzaro e l'Entrata in Gerusalemme; nei due laterali, Due grifi che assalgono un orso e altre Scene di caccia e lotte di animali.
- l'architrave di Sant'Angelo in Campo (firmato), oggi nella collezione Mazzarosa a Lucca, dove sono raffigurati l'Arcangelo Michele vittorioso e l'Ingresso di Cristo a Gerusalemme.
- gli architravi del portale destro della facciata e del portale laterale della chiesa di San Salvatore a Lucca, in cui sono rappresentati rispettivamente la Leggenda dello scifo d'oro e un Miracolo del primo lavacro di san Nicola prete (firmato).
- un sarcofago a vasca strigilato del Camposanto di Pisa (firmato), in cui l'artista è spinto a un filologismo che rasenta l'emulazione tipologica e talvolta finanche formale[2].

Sono state attribuite a Biduino le seguenti sculture:
- un Arcangelo Michele in altorilievo, già sulla facciata del duomo di Pisa e ora nel Museo dell'Opera del Duomo (intorno al 1170).
- la lastra tombale con i Funerali del pievano Lieto, sulla facciata della pieve di Lammari (Capannori).
- l'altorilievo con il Redentore, nella vecchia facciata della chiesa di Sant'Iacopo di Altopascio.
- il portale della Chiesa di San Leonardo al Frigido a Massa (circa 1175), oggi conservato presso la sede The Cloisters del Metropolitan Museum of Art di New York: nell'architrave l'Ingresso di Cristo a Gerusalemme, nello stipite sinistro la Annunciazione e la Visitazione, nel destro San Leonardo con un prigioniero in catene.
- una transenna duecentesca raffigurante Sansone e il leone e la Madonna in trono col bambino, oggi nel Museo nazionale Guinigi a Lucca.
- le decorazioni della facciata a loggette della Pieve di San Paolo a Capannori in provincia di Lucca.
- il pulpito di San Michele in Groppoli (Pistoia), con Storie di Cristo, datato 1194.
- l'architrave a bassorilievo raffigurante il Miracolo dello Scifo d'Oro di San Nicola, posto sulla porta laterale sinistra del Duomo di Barga[3].

## Mostre
Nel 1994 fu allestita una mostra sulle opere del maestro Biduino, prodotta dall'architetto Pier Luigi Zonder-Mosti, con l'esposizione di copie nel Salone degli Svizzeri del Palazzo Ducale di Massa.
Nel 1996, nell'ambito del "Mese della Cultura Italiana" fu realizzata una mostra iconografica intitolata I portali di mastro Biduino a cura dell'architetto Pier Luigi Zonder-Mosti, presso la Casa italiana Zerilli-Marimò a New York, Manhattan.